# Aviación Naval Mexicana

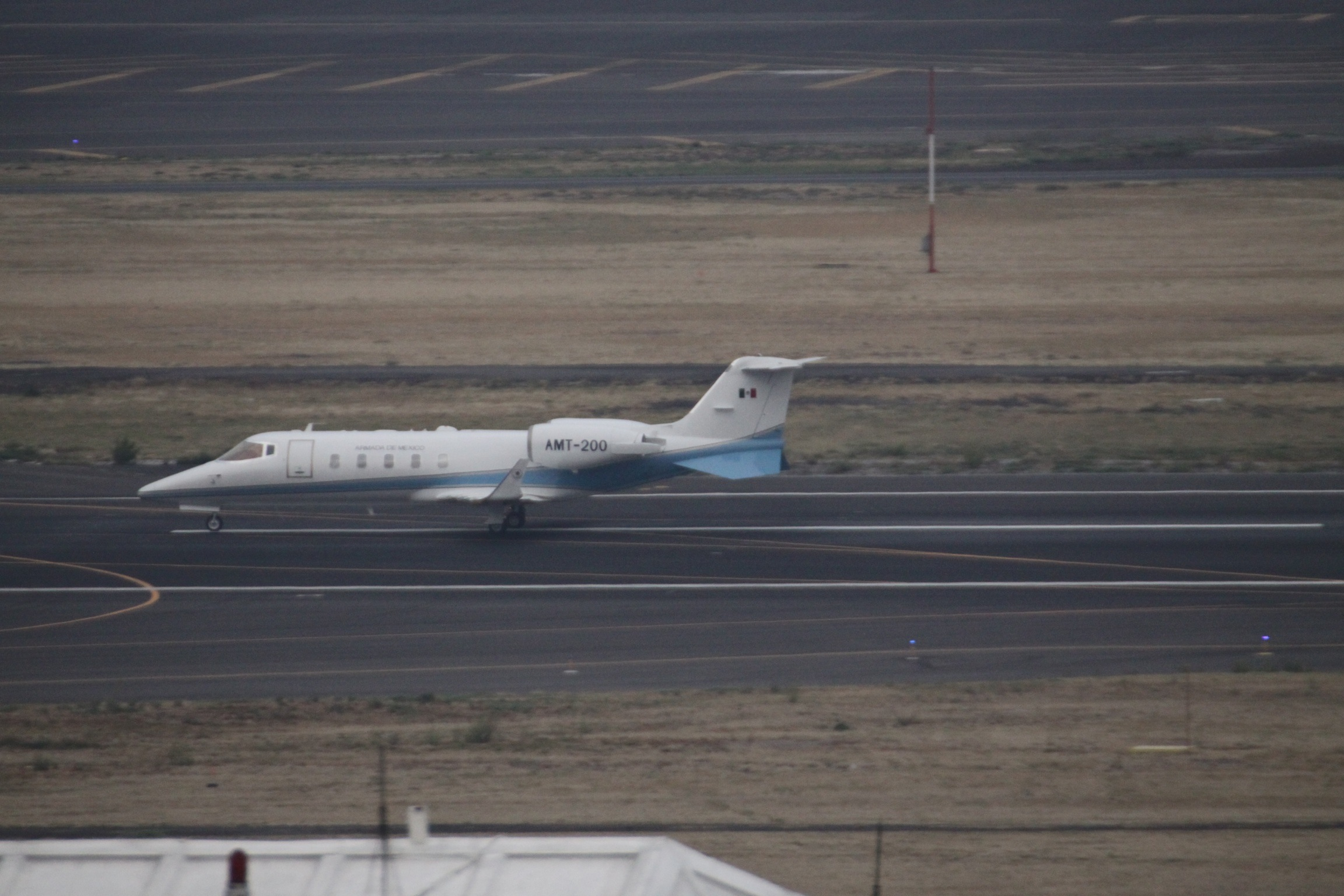
Learjet 60 (AMT-200) de la Armada de México en el Aeropuerto Internacional de la Ciudad de México.

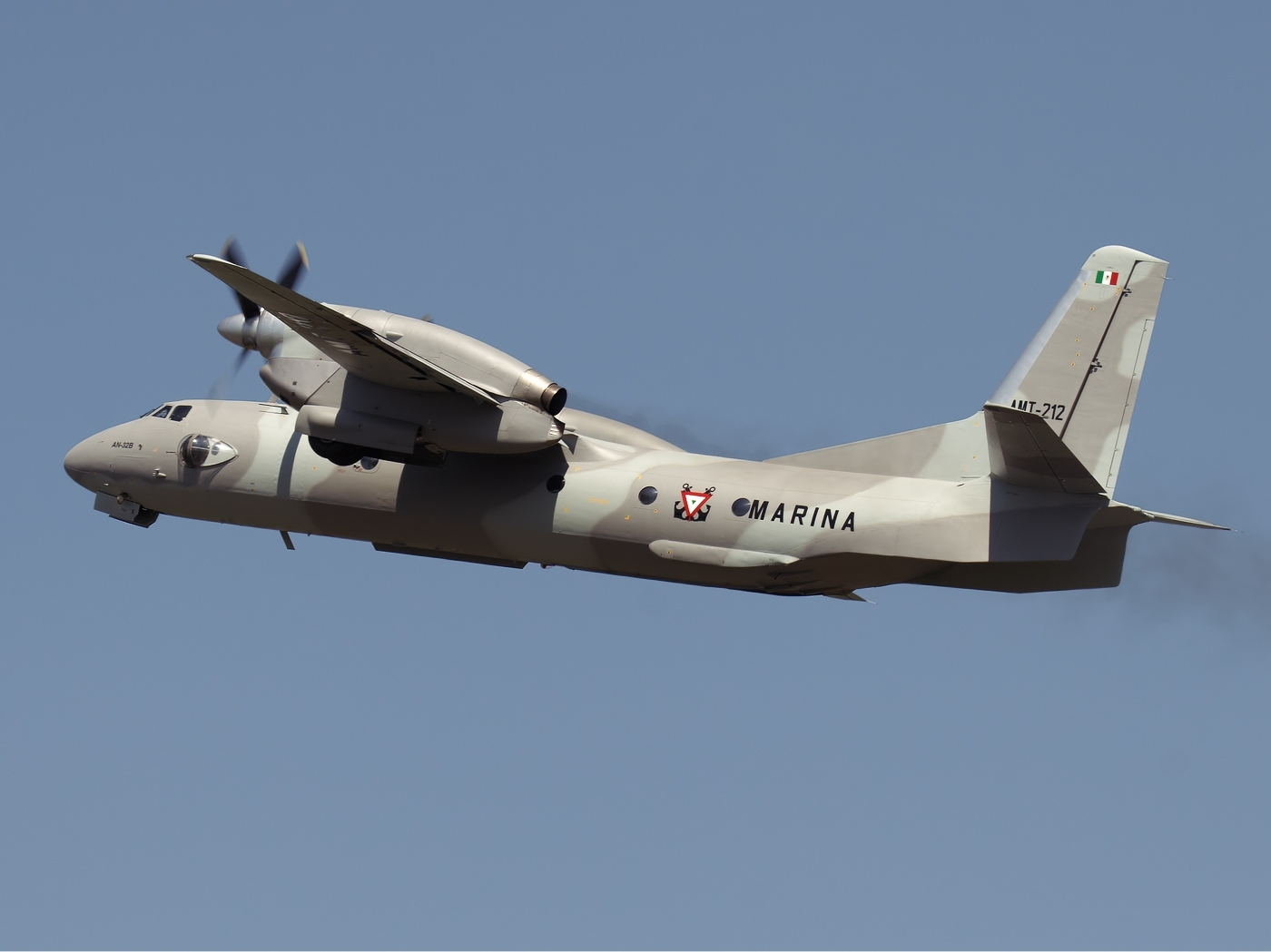

La Aviación Naval Mexicana, Fuerza AeroNaval o FAN que significa literalmente la Fuerza Aérea Naval, es el arma aérea naval de la Armada de México.

## Historia
La Aviación Naval Mexicana se remonta a sus raíces hasta llegar a 1918, cuando un biplano anfibio hecho localmente fue probado con éxito en el Puerto de Veracruz, el avión fue pilotado por Carlos Santa Ana. En el año 1926 una escuadrilla de hidroaviones fueron diseñados y fabricados para la Armada de México, pero sin personal. Carlos Castillo Bretón, se convirtió en el piloto naval de primera en 1927 después de la capacitación en los EE. UU. y en México. Entre 1927 y 1943, algunos aviones fueron adquiridos, con un total de siete oficiales de la marina ganando sus alas, aunque algunos de ellos se unieron a la Fuerza Aérea Mexicana. La Segunda Guerra Mundial vio la creación de la Escuela de Aviación Naval en 1943 en Las Bajadas, Veracruz. Estos fueron también aviones antes pertenecientes a la Fuerza Aérea Mexicana utilizados para la formación en la Escuela de Aviación Naval.
Años después de la guerra, el papel de Aviación Naval Mexicana fueron asignados como apoyo a tierra y las unidades navales en búsqueda y rescate, vigilancia costera y la asistencia a la población en general en caso de emergencias o desastres.

## Tiempos de modernización
En la década de los noventa, la Armada de México comenzó a adquirir aviones y helicópteros de construcción rusa, como el Mil Mi-2, Mil Mi-8 y el Antonov An-32B, también compró helicópteros franceses, estadounidenses y alemanes e incluso Finlandeses como el Valmet L-90 Redigo. En 1999, la Armada de México inició un programa para modificar aviones y helicópteros ligeros en Las Bajadas, Veracruz.
A partir de 2001, la aviación naval Mexicana informó tener 118 aviones, de los cuales 68 son de ala fija en 9 escuadrones y 50 helicópteros en 9 escuadrones, ya sea en bases terrestres o asignados a bordo de lanchas patrulleras oceánicas y fragatas.
Las compras más recientes de la flota eran tres E-2C Hawkeye que anteriormente pertenecieron a Israel. El primero llegó a principios de julio de 2004. A finales del mismo mes, los dos primeros EADS actualizados como C212-200 Aviocar volaron de regreso a México, y los otros seis se actualizaron en la Base Aeronaval de Las Bajadas. La compra más reciente fueron dos AS565 Panther. Estos helicópteros realizan tareas a bordo de barcos.

## Estructura
La Aviación Naval Mexicana se divide en dos Grupos: Grupo del Golfo de México y Grupo del Pacífico
Grupo Aeronaval del Golfo de México con sede principal en Tuxpan, Veracruz
- Base Aeronaval de Tuxpan
- Base Aeronaval de Tampico
- Base Aeronaval de La Pesca
- Base Aeronaval de Las Bajadas
- Base Aeronaval de Campeche
- Base Aeronaval de Tulum
- Base Aeronaval de Chetumal
- Estación Aeronaval de Isla Mujeres

Grupo Aeronaval el Pacífico con sede principal en Manzanillo, Colima
- Base Aeronaval de Manzanillo
- Base Aeronaval de Guaymas
- Base Aeronaval de La Paz
- Base Aeronaval de Lázaro Cárdenas
- Base Aeronaval de Acapulco
- Base Aeronaval de Salina Cruz
- Base Aeronaval de Tapachula
- Estación Aeronaval de Teacapán
- Estación Aeronaval de Isla Socorro
- Estación Aeronaval de Isla María Madre
- Estación Aeronaval de Ciudad de México

### Ala fija
El número de aeronaves es aproximado, y se estima que cuenta con 71 aviones y 54 helicópteros.
| Fabricante                                                   | Origen            | Tipo                                                   | Modelo                    | En servicio       | Notas | Imagen            |
| Aviones de ataque                                            | Aviones de ataque | Aviones de ataque                                      | Aviones de ataque         | Aviones de ataque | Aviones de ataque | Aviones de ataque |
| ------------------------------------------------------------ | ----------------- | ------------------------------------------------------ | ------------------------- | ----------------- | --- | ----------------- |
| Beechcraft T-6 Texan II                                      | Estados Unidos    | Entrenamiento, interceptor aéreo y apoyo aéreo cercano | T-6C+                     | 14                | aquridos desde 2012 hasta 2015 |                   |
| Valmet                                                       | Finlandia         | Apoyo aéreo, intercepción aérea                        | L-90                      | 7                 | Turbohélice: 313kW Allison 250-B17F |                   |
| UAV                                                          |                   |                                                        |                           |                   | |                   |
| Armada de México(INIDETAM)                                   | México            | Reconocimiento                                         | T1, T2 y T3               | 3                 | Cámara Infrarroja y Autonomía de 1:20 horas |                   |
| Aviones de transporte                                        |                   |                                                        |                           |                   | |                   |
| CASA                                                         | España            | Transporte medio                                       | C-295                     | 6                 | Entregados |                   |
| De Havilland                                                 | Canadá            | Transporte                                             | DH-8                      | 1                 | |                   |
| Cessna                                                       | Estados Unidos    | Transporte                                             | 404 Titán                 | 1                 | |                   |
| Guerra electrónica/Vigilancia/Alerta temprana/Reconocimiento |                   |                                                        |                           |                   | |                   |
| CASA                                                         | España            | Vigilancia                                             | CN-235                    | 6                 | Equipados con el sistema FITS |                   |
| CASA                                                         | España            | Vigilancia marítima                                    | C-212                     | 7                 | Equipados con el sistema FITS |                   |
| Lancair                                                      | Estados Unidos    | Reconocimiento                                         | IV-P Super ES Legacy 2000 | 3 2               | |                   |
| Beechcraft                                                   | Estados Unidos    | Observación y Reconocimiento                           | King Air 350ER            | 3                 | Dos entregados de cuatro encargados. Serán usados como Patrulla Marítima, sustituirán a los C-212. Una aeronave transferida por la Procuraduría General de la República (PGR). |                   |
| Aviones de transporte ejecutivo                              |                   |                                                        |                           |                   | |                   |
| Gulfstream                                                   | Estados Unidos    | Transporte ejecutivo                                   | G-450                     | 1                 | |                   |
| Gulfstream                                                   | Estados Unidos    | Transporte ejecutivo                                   | G550                      | 1                 | |                   |
| AeroCommander                                                | Estados Unidos    | Transporte ejecutivo                                   | AeroCommander 1000        | 4                 | |                   |
| Bombardier                                                   | Estados Unidos    | Transporte ejecutivo y ambulancia aérea                | LJ25 LJ31 LJ60            | 1 2 1             | |                   |
| Sabreliner                                                   | Estados Unidos    | Transporte                                             | 60                        | 2                 | |                   |
| Aviones de adiestramiento                                    |                   |                                                        |                           |                   | |                   |
| Maule Air                                                    | Estados Unidos    | Entrenamiento                                          | MX-7-235                  | 9                 | |                   |
| Moravan                                                      | República Checa   | Entrenamiento                                          | Zlín Z-242L               | 27                | 10 Adquiridos en el 2002. 2 Destruidos en accidentes |                   |

### Helicópteros
| Aeronave                      | Origen         | Tipo                         | Versiones                   | En servicio | Notas | Imagen |
| ----------------------------- | -------------- | ---------------------------- | --------------------------- | ----------- | --- | ------ |
| Airbus Helicopters            | Unión Europea  | Vigilancia                   | Bölkow Bo 105               | 11          | Operan desde embarcaciones. Vigilancia Marítima y Apoyo Aéreo. |        |
| Airbus Helicopters            | Unión Europea  | Búsqueda y rescate           | Fennec                      | 2           | Operan desde embarcaciones. Recibidos en 1992, operan desde embarcaciones. |        |
| Airbus Helicopters            | Unión Europea  | Búsqueda y rescate           | AS565MB Panter              | 14          | Todas las unidades entregadas. |        |
| Airbus Helicopters            | Unión Europea  | Transporte Ejecutivo         | Eurocopter EC225 Super Puma | 3           | Helicópteros de transporte del Secretario De Marina Armada de México |        |
| Sikorsky Aircraft Corporation | Estados Unidos | SAR y Operaciones Especiales | UH-60M (Conversión naval)   | 10          | |        |
| MD Helicopters                | Estados Unidos | Entrenamiento Combate SAR    | MD-500                      | 6           | |        |
| MD Helicopters                | Estados Unidos | Entrenamiento Combate SAR    | MD-902                      | 2           | MD-902, recibidos entre 2001 y 2002, operan a bordo de los buques clase "Sierra" y para misiones SAR; lanzacohetes, un cañón multitubo de 0.5" y cámara FLIR.Uno accidentado en las costas de Ensenada B.C. |        |
| Mil                           | Rusia          | Transporte y Utilitario      | Mi-17                       | 25          | 22 Mi-17-1V, 7 Mi-17V5 |        |

### Recientes adquisiciones
| Fabricante       | Origen         | Tipo                | Modelo                        | Ordenados | Notas | Imagen |
| ---------------- | -------------- | ------------------- | ----------------------------- | --------- | --- | ------ |
| Aeronaves        |                |                     |                               |           | |        |
| CASA             | España         | Vigilancia marítima | CASA CN-235                   | 6         | 2 comprados por la Armada de México y 4 de la Iniciativa Mérida.                                                 |        |
| Beechcraft       | Estados Unidos | Vigilancia marítima | King Air 350ER                | 6         | entregas completadas en 2015                                                                                     |        |
| Beechcraft       | Estados Unidos | Adiestramiento      | Beechcraft T-6 Texan II       | 14        | entregas completadas en 2016                                                                                     |        |
| Helicópteros     |                |                     |                               |           | |        |
| Grupo Eurocopter | Unión Europea  | Transporte          | Eurocopter EC725 Super Cougar | 3         | Se habla de una compra de nueve helicópteros pero aún no ha sido confirmada. El primero entregado el 22-Nov-2012 |        |
| Mil              | Rusia          | Transporte          | Mil Mi-17V5                   | 3         | Entregados el 5-Dic-2012                                                                                         |        |

### Escuadrones
| Escuadrón                                                                       | Modelo                                  |
| ------------------------------------------------------------------------------- | --------------------------------------- |
| Primer Escuadrón Aeronaval de Alerta Temprana y Reconocimiento PRIESCATREC      | E2-C                                    |
| Primer Escuadrón Aeronaval de Patrulla Marítima PRIESCPATMAR                    | C-212MP, CN-235-300 MP Persuader        |
| Primer Escuadrón Aeronaval de Intercepción y Reconocimiento PRIESCINTREC        | Sabreliner 265-60, L-90TP               |
| Primer Escuadrón Aeronaval de Patrulla PRIESCPAT                                | Lancair Super ES, MX-7-180A, AC690      |
| Segundo Escuadrón Aeronaval de Patrulla SEGESCPAT                               | AC690, Lancair IV-P                     |
| Cuarto Escuadrón Aeronaval de Patrulla CUARESCPAT                               | MX-7-180A, Lancair Super ES             |
| Primer Escuadrón Aeronaval de Transporte PRIESCTRANS                            | Learjet 25D/31A/60, Dash 8 Q200, C-295M |
| Segundo Escuadrón Aeronaval de Transporte SEGESCTRANS                           | Casa 295                                |
| Primer Escuadrón Aeronaval de Ala Móvil de Exploración y Transporte PRIESCAMET  | Mil Mi-17 Hip-H                         |
| Segundo Escuadrón Aeronaval de Ala Móvil de Exploración y Transporte SEGESCAMET | Mil Mi-17 Hip-H                         |
| Tercer Escuadrón Aeronaval de Ala Móvil de Exploración y Transporte TERESCAMET  | Mil Mi-17 Hip-H                         |
| Cuarto Escuadrón Aeronaval de Ala Móvil de Exploración y Transporte CUARESCAMET | Mil Mi-17 Hip-H                         |
| Quinto Escuadrón Aeronaval de Ala Móvil de Exploración y Transporte QUINESCAMET | Mil Mi-17 Hip-H                         |
| Primer Escuadrón Aeronaval Embarcado de Patrulla PRIESCEMPAT                    | BO-105CBS-5 , MD-902E, AS56MB           |
| Segundo Escuadrón Aeronaval Embarcado de Patrulla                               | BO-105CBS-5                             |
| Primer Escuadrón Aeronaval de Búsqueda y Salvamento PRIESCBUSALV                | Fennec AS555 AF                         |
| Segundo Escuadrón Aeronaval de Búsqueda y Salvamento SEGESCBUSALV               | Fennec AS555 AF                         |